# انقلاب 1996 في بوروندي
في 25 يوليو 1996، وقع انقلاب عسكري في بوروندي. ففي خضم الحرب الأهلية البوروندية، أطاح الرئيس السابق بيير بويويا (من التوتسي) الرئيس سلفستر نتيبانتونغانيا (من الهوتو). وبحسب منظمة العفو الدولية، فقد قُتل أكثر من 6000 شخص في البلاد في الأسابيع التي أعقبت الانقلاب. كان هذا ثاني انقلاب ناجح لبويويا، حيث سبق أن أطاح بجون-باتيست باغازا في انقلاب 1987.

## خلفية
تولى بيير بويويا السلطة لأول مرة في بوروندي بعد انقلاب 1987، عندما أطاح بجون-باتيست باغازا. كان بويويا رئيسًا حتى أول انتخابات رئاسية ديمقراطية في 27 يونيو 1993، والتي فاز بها ملشيور ندادايي. في 21 أكتوبر، اغتيل ندادايي، مما أدى إلى اندلاع الحرب الأهلية البوروندية بين مجموعات الهوتو والتوتسي. أصبح سيبريان نتارياميرا رئيسًا في فبراير 1994، ولكن اغتيل هو والرئيس الرواندي جوفينال هابياريمان في أبريل من ذلك العام، وهو الحدث الذي أشعل فتيل الإبادة الجماعية في رواندا. خلف نتارياميرا زعيم آخر من الهوتو، هو سلفستر نتيبانتونغانيا.

## أحداث يوليو 1996
في 21 يوليو 1996، هاجم متمردو الهوتو مخيمًا للاجئين في البلاد وقتلوا أكثر من 300 شخص. في 23 يوليو، اختبأ الرئيس نتيبانتونغانيا في منزل السفير الأمريكي موريس ن. هيوز الابن. تولى الجيش السلطة في 25 يوليو، في خطوة أعلنها وزير الدفاع فيرمين سينزويهيبا عبر الراديو. تم تعيين بيير بويويا رئيسًا مؤقتًا. أدان الاستيلاء العسكري زعماء دوليون بمن فيهم الرئيس الأمريكي بيل كلينتون، والأمين العام للأمم المتحدة بطرس بطرس غالي، ورئيس منظمة الوحدة الأفريقية سليم أحمد سليم. كانت هذه رابع عملية استيلاء من هذا النوع على الحكومة البوروندية منذ استقلال البلاد في عام 1962، والثانية التي تؤدي إلى تولي بويويا السلطة.

## بعد الانقلاب
بحسب منظمة العفو الدولية، فقد قُتل أكثر من 6000 شخص في البلاد في الأسابيع التي أعقبت الانقلاب مباشرة. خلف بويويا في منصب الرئيس في عام 2003 دوميتيان ندايزيي. استمرت الحرب الأهلية حتى عام 2005.